# Wojna kontynuacyjna
Wojna kontynuacyjna (fiń. jatkosota), wojna radziecko-fińska 1941–1944 – wojna pomiędzy Związkiem Socjalistycznych Republik Radzieckich a Finlandią prowadzona od 25 czerwca 1941 do 19 września 1944.

## Przebieg
Działania wojenne rozpoczęte zostały przez agresję ZSRR na neutralną Finlandię, dokonaną bez wypowiedzenia wojny w trzy dni po rozpoczęciu przez III Rzeszę operacji Barbarossa, nalotami sowieckiego lotnictwa bombowego na lotniska i miasta Finlandii przeprowadzonymi w dniach 25–26 czerwca 1941. W tej sytuacji Finlandia wypowiedziała wojnę ZSRR, mając zamiar odzyskać tereny utracone w marcu 1940 w czasie wojny zimowej – stąd nazwa wojna kontynuacyjna.

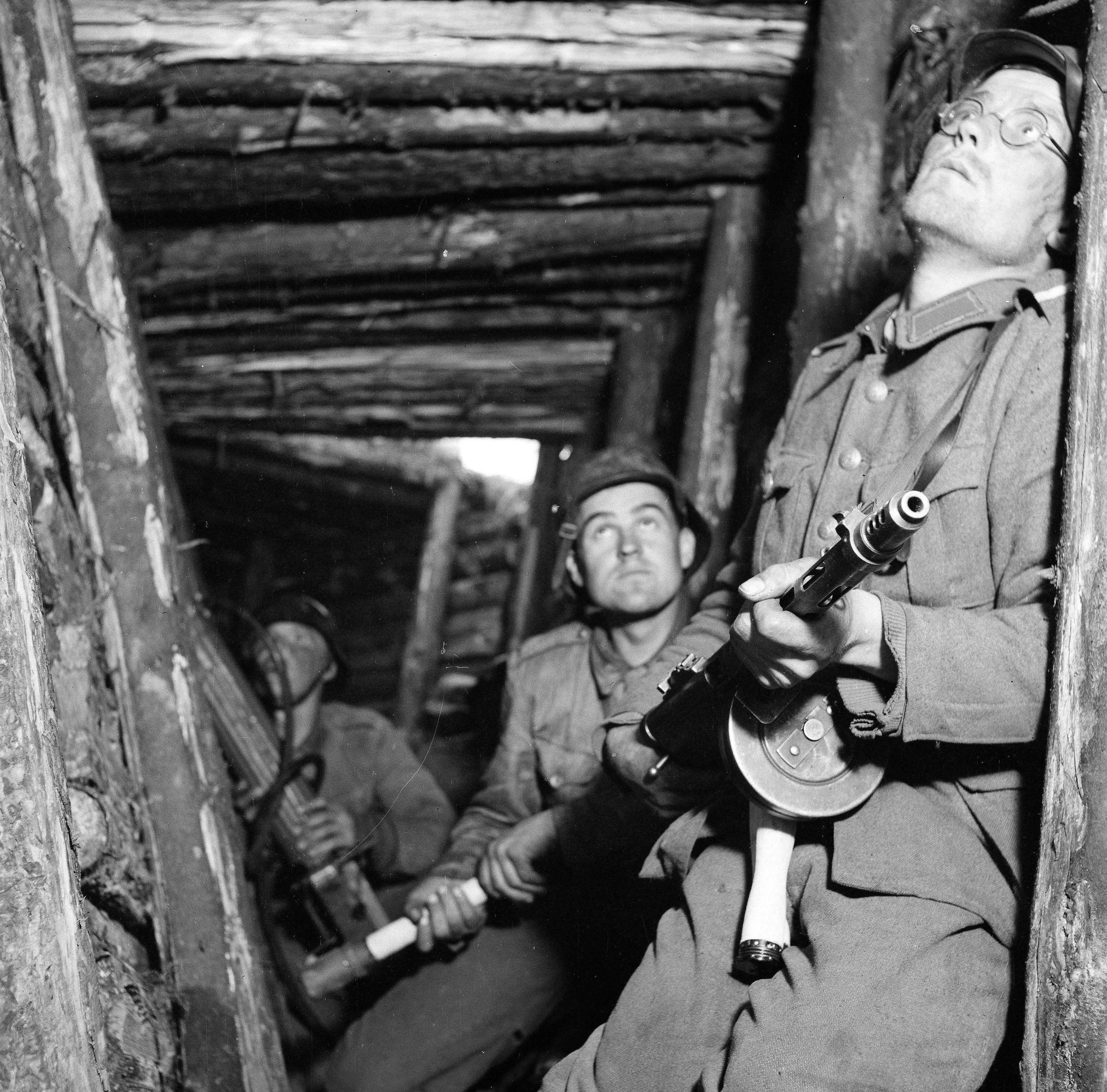
Żołnierze fińscy w umocnieniach linii V-4 podczas ofensywy karelskiej Armii Czerwonej 1944

Zadanie to udało się wojskom fińskim (w sile 16 dywizji piechoty, 2 dywizji strzelców oraz 1 brygady kawalerii pancernej) zrealizować do końca sierpnia 1941, ale na niektórych odcinkach frontu kontynuowały one ofensywę i wdarły się na terytorium radzieckie. Finlandia przystąpiła też do paktu antykominternowskiego (25 listopada 1941), a także udostępniła III Rzeszy północną część swego terytorium, skąd siły niemieckie rozpoczęły ofensywę w kierunku Murmańska (operacja Silberfuchs).
Fińskie natarcie na Przesmyku Karelskim w kierunku Leningradu zostało wstrzymane we wrześniu, jednak we wschodniej Karelii ofensywa była kontynuowana do 6 grudnia 1941. Finowie dotarli tam aż do jeziora Onega i rzeki Świr, po czym front ustabilizował się na następne dwa i pół roku, do czerwca 1944. W dniu zakończenia fińskiej ofensywy – 6 grudnia 1941 – fiński parlament podjął uroczystą uchwałę o zjednoczeniu wyzwolonych ziem z Finlandią, natomiast zajętym terytoriom sowieckim (tzn. nie należącym do Finlandii przed wybuchem wojny zimowej) nadano status okupacyjny. Jednocześnie rozpoczęto demobilizację – do wiosny 1942 180 tysięcy żołnierzy wróciło do domów.

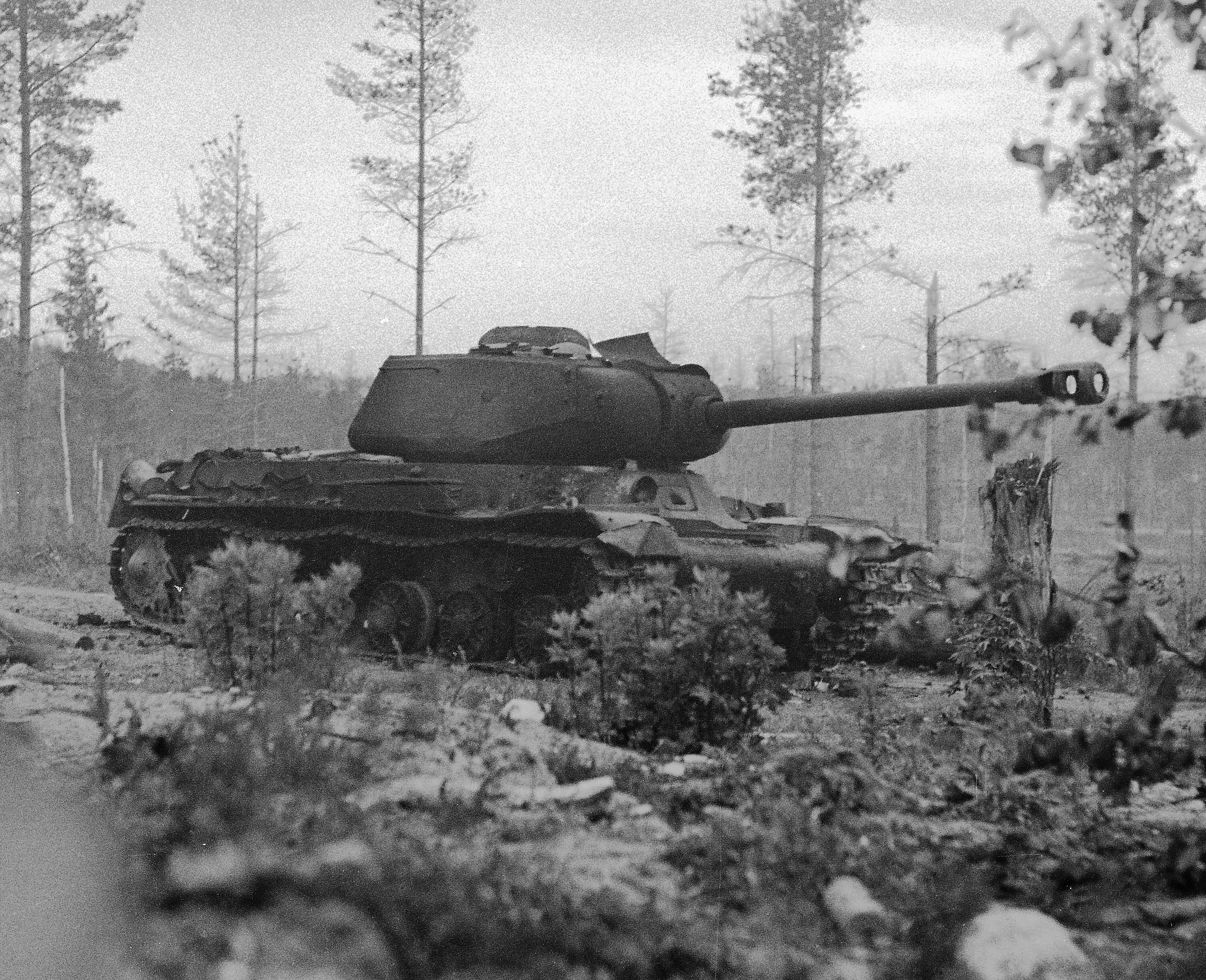
Sowiecki czołg IS-2 zniszczony w czasie ofensywy w Karelii 1944, czerwiec 1944

Zmianę sytuacji przyniosła operacja wyborsko-pietrozawodzka, przeprowadzona w lecie 1944 przez Armię Czerwoną. W jej wyniku Finowie zostali wyparci z Linii Mannerheima oraz portu Viipuri. Armia Czerwona nie przełamała jednak całkowicie obrony i nie weszła w przestrzeń operacyjną Finlandii. Po lądowaniu aliantów w Normandii 6 czerwca 1944 Józef Stalin zaczął wycofywać jednostki z kierunku północnego, aby użyć ich na kierunku strategicznie ważniejszego natarcia w Polsce i Niemczech, a Finowie zostali zmuszeni do podpisania zawieszenia broni (4 września), a wkrótce potem rozejmu moskiewskiego (19 września). Następnie, wskutek nacisków ze strony radzieckiej, Finlandia podjęła działania przeciw wojskom niemieckim w Laponii (wojna lapońska).
Wojna kontynuacyjna formalnie zakończyła się traktatem paryskim, podpisanym 10 lutego 1947, w którym potwierdzono zdobycze terytorialne ZSRR z marca 1940. Ponadto Finlandia utraciła na rzecz ZSRR kolejne tereny (okolice Petsamo) oraz flotę wojenną, zgodziła się na limity we własnej armii, dzierżawę półwyspu Porkkala na 50 lat i spłatę odszkodowań wojennych.
W 2007 w Finlandii opublikowano informację, że w 1991 władze tego kraju otrzymały propozycję odkupienia za 15 mld dolarów Karelii, jednak powołana przez prezydenta Mauno Koivisto grupa ekspertów ustaliła, że szacowane na 70 mld dol. koszty odbudowy i naprawy tamtejszej infrastruktury byłyby zbyt wysokie dla budżetu państwa. Informacjom tym zaprzeczył zarówno Koivisto, jak i inni ówcześni politycy. W 2019 r. były wiceminister spraw zagranicznych Rosji Andriej Fiodorow potwierdził, że w 1991 roku władze ZSRR chciały sprzedać Finlandii za 15 mld dol. Karelię i rejon Petsamo, a w 1992 taką samą propozycję powtórzył doradca prezydenta Rosji Giennadij Burbulis. Sam Burbulis zdecydowanie jednak temu zaprzeczył.

## Mapy

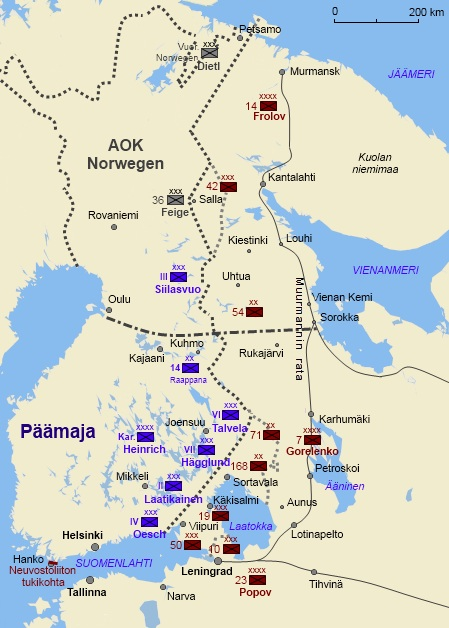
Lipiec 1941
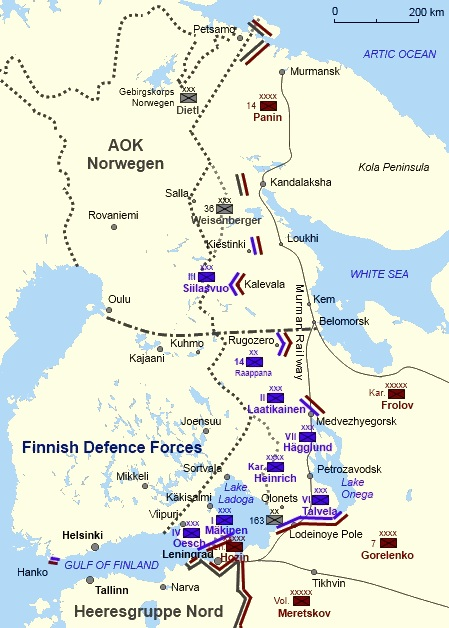
Grudzień 1941
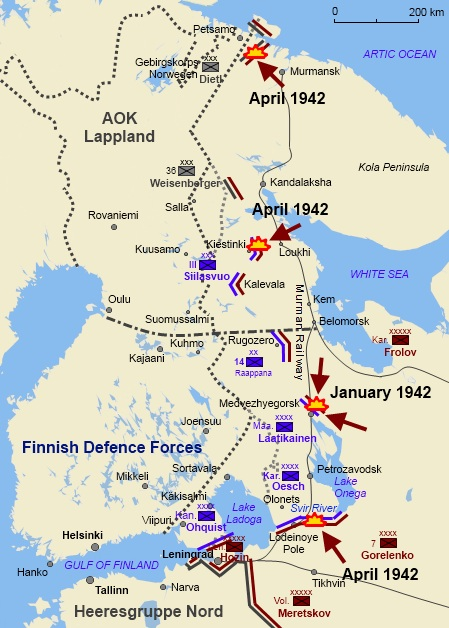
Rok 1942
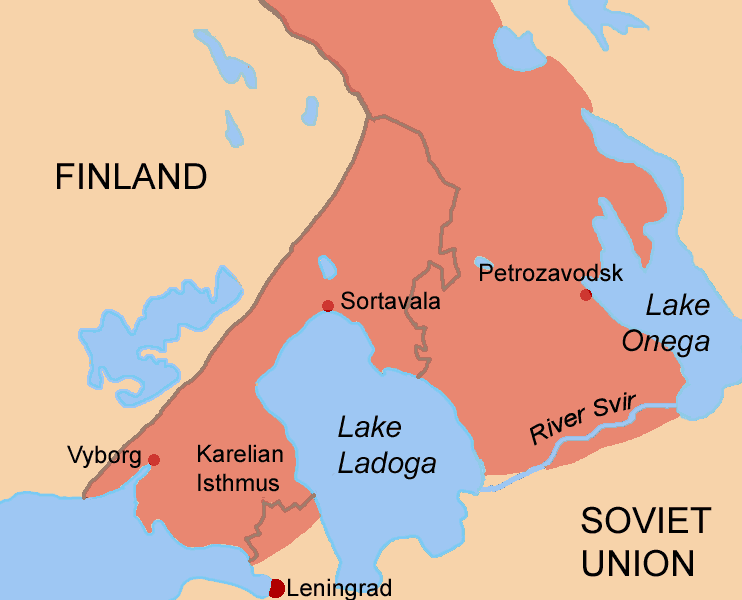
Tereny zajęte przez wojska fińskie

## Wojna w filmie

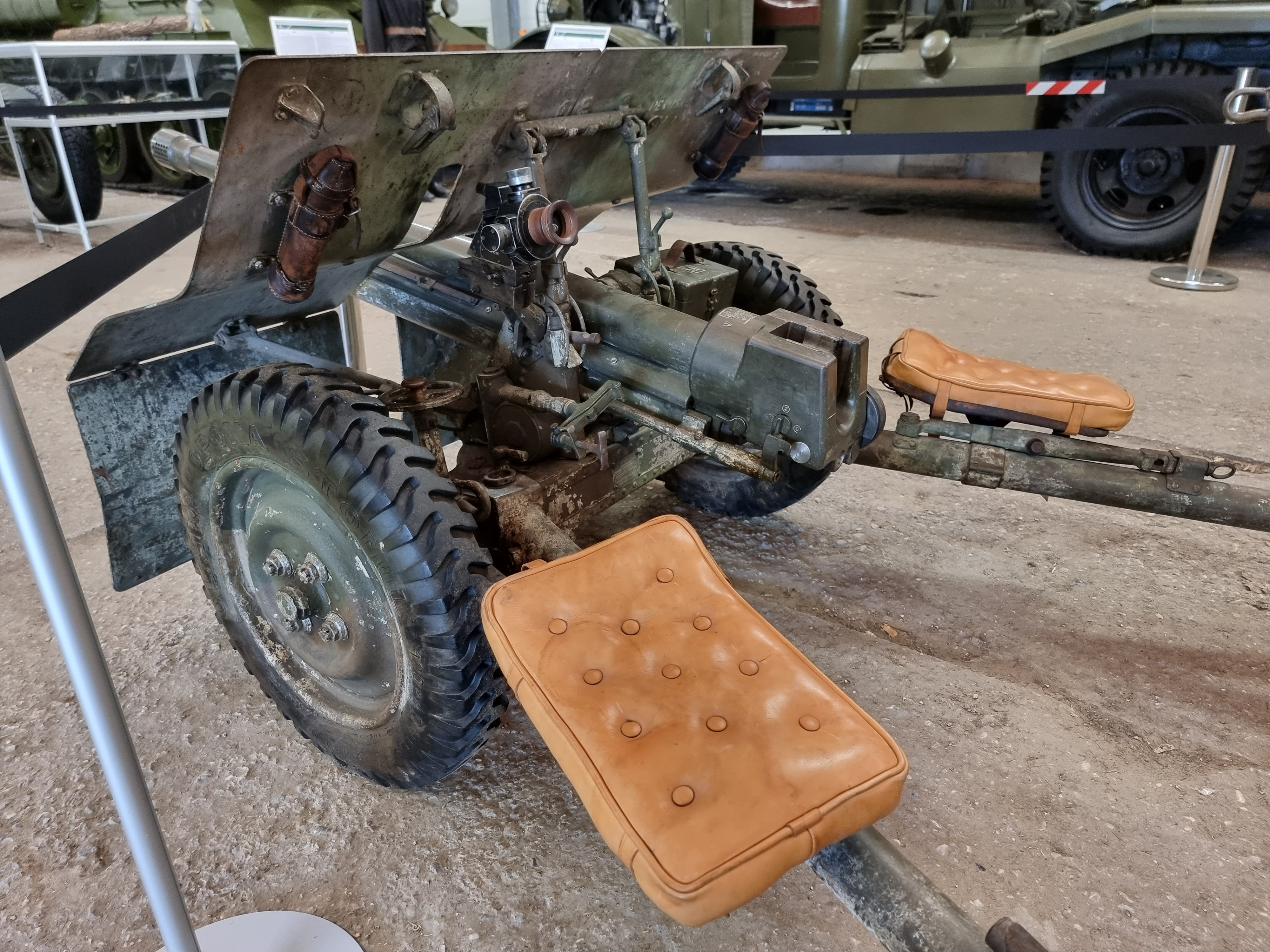
Armata przeciwpancerna wz. 36 produkowana w Pruszkowie i Rzeszowie na licencji szwedzkiego Boforsa – prezentowany egzemplarz jest weteranem wojny obronnej 1939 r. oraz wojny kontynuacyjnej gdzie dotarł wraz z pomocą militarną przekazywaną Finom przez III Rzeszę, obecnie na ekspozycji w Parku Militarnym Muzeum Wojska w Białymstoku

O wojnie kontynuacyjnej powstały dwa dzieła w kinematografii fińskiej: Tali-Ihantala 1944 (2007) w reż. Åkego Lindmana i Sakariego Kirjavainena i Tuntematon sotilas (2017). Motyw wojen sowiecko-fińskich z lat 1939–1940 i 1941–1944 porusza także rosyjski film z 2002 pt.: Kukułka (ros. Кукушка) w reż. Aleksandra Rogożkina.